# アンリ・ミラール競馬場
アンリ・ミラール競馬場（アンリ・ミラールけいばじょう、仏: Hippodrome Henri Milliard）はニューカレドニアのヌメアにある競馬場。
1968年に全面改装されている。暑さの穏やかな6月から9月の期間のみで競馬が行われている。